# Разведка

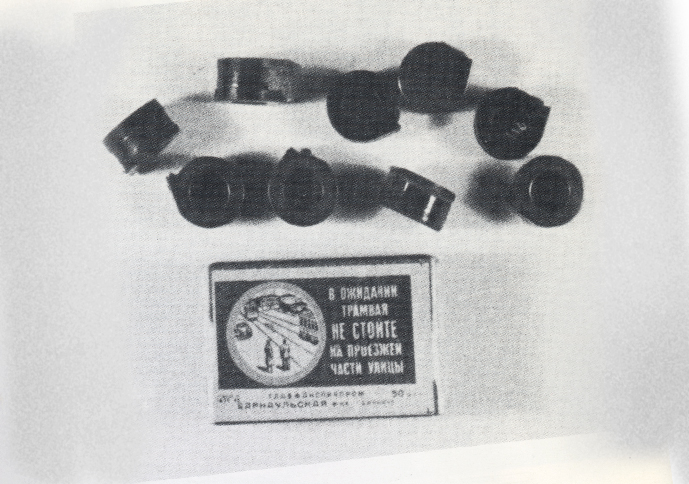
Кассеты плёнки к миниатюрному фотоаппарату Minox для фотографирования секретных документов, обнаруженные при обыске у Олега Пеньковского.

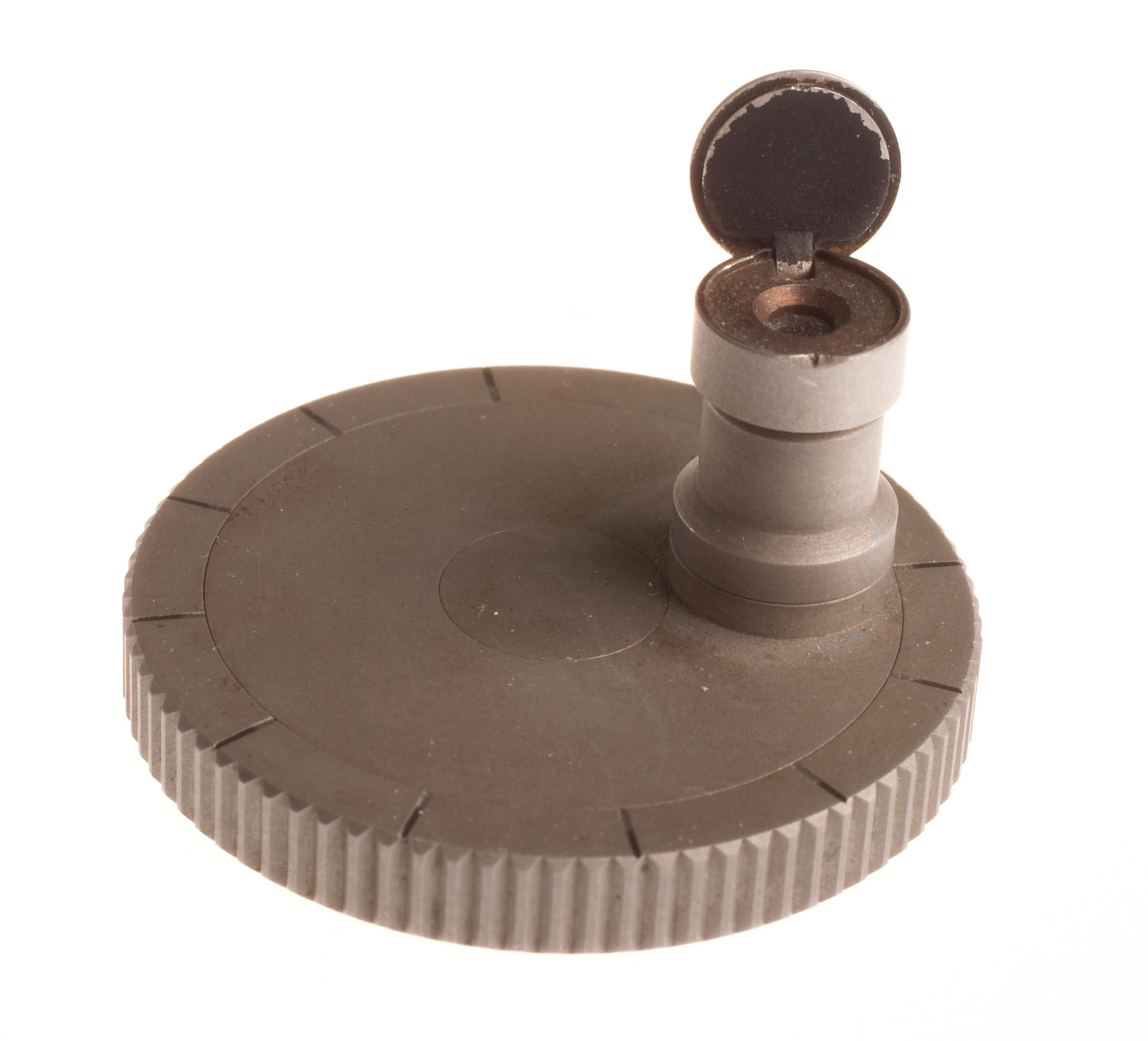
Специальная камера для изготовления микроточек, которые использовались для тайной связи с агентами разведки.

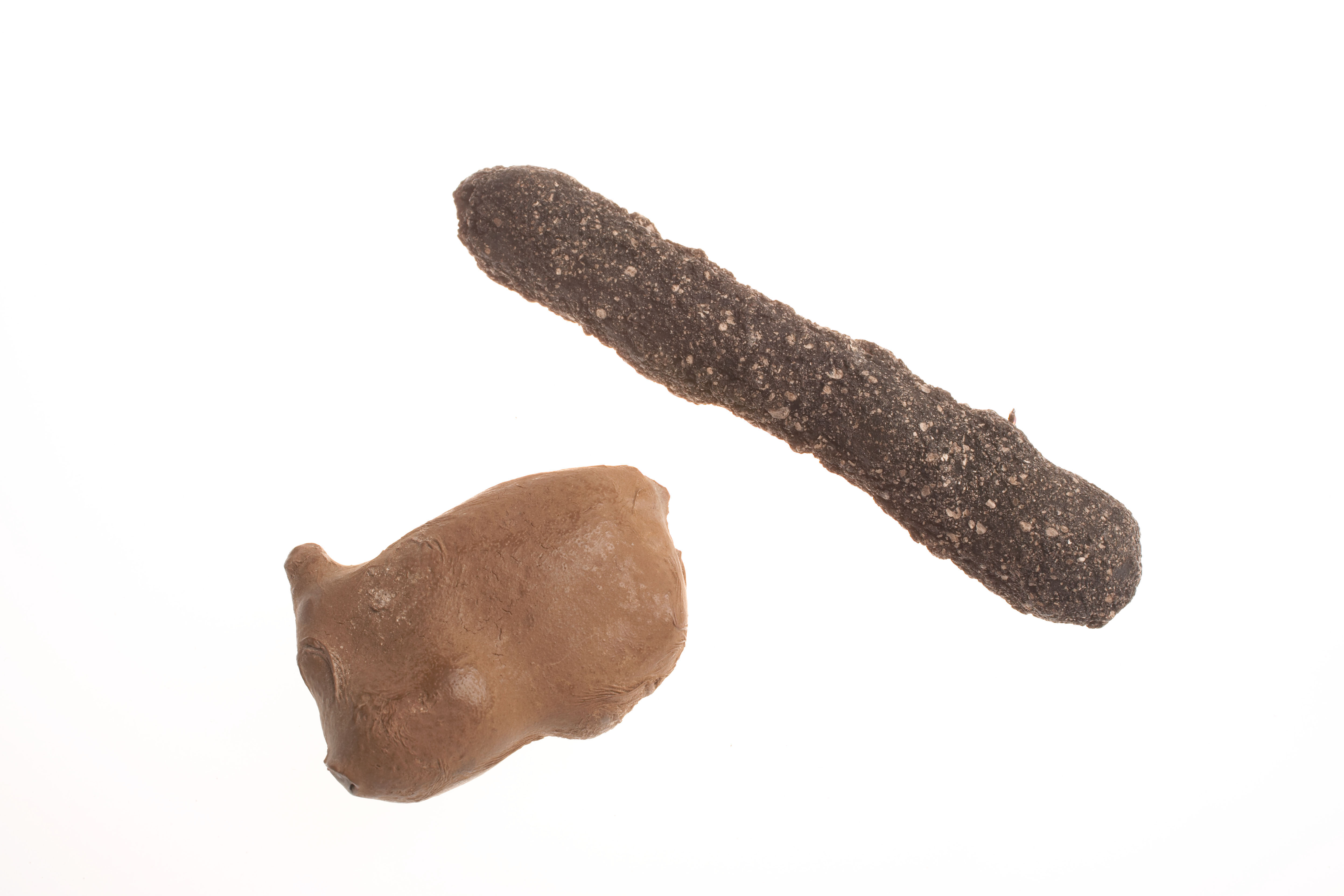
Замаскированные под экскременты зверей сейсмодатчики, которые реагируют на движение транспортных средств, людей, животных на расстоянии до 300 метров и передают кодированный радиосигнал. Использовались ЦРУ во время Вьетнамской войны.

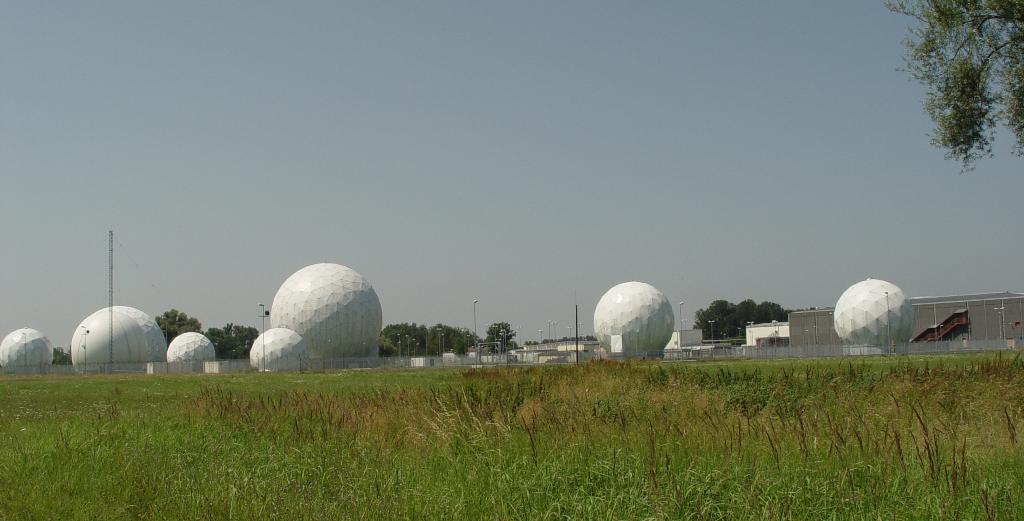
Станция системы радиоэлектронной разведки ECHELON в Бад-Айблинге (Германия)

Разве́дка — сбор сведений о противнике или конкуренте для обеспечения своей безопасности и получения преимуществ в области вооружённых сил, военных действий, политики или экономики.
Разведка может использовать как законные способы сбора информации (например, сбор и анализ данных из открытых источников, прослушивание радиоканалов из-за границы, наблюдение при помощи разведывательных спутников), так и незаконные операции, попадающие под понятие «шпионаж» или «кража информации».

### По территориальному принципу
- Внешнеполитическая разведка — сбор сведений об иностранных государствах и о том, что происходит на их территории.
- Внутренняя разведка (термин в России не употребляется) — сбор сведений о преступной деятельности в своей стране (англ. domestic intelligence, англ. criminal intelligence). В России это понятие охватывается термином «оперативно-разыскная деятельность».

### По назначению

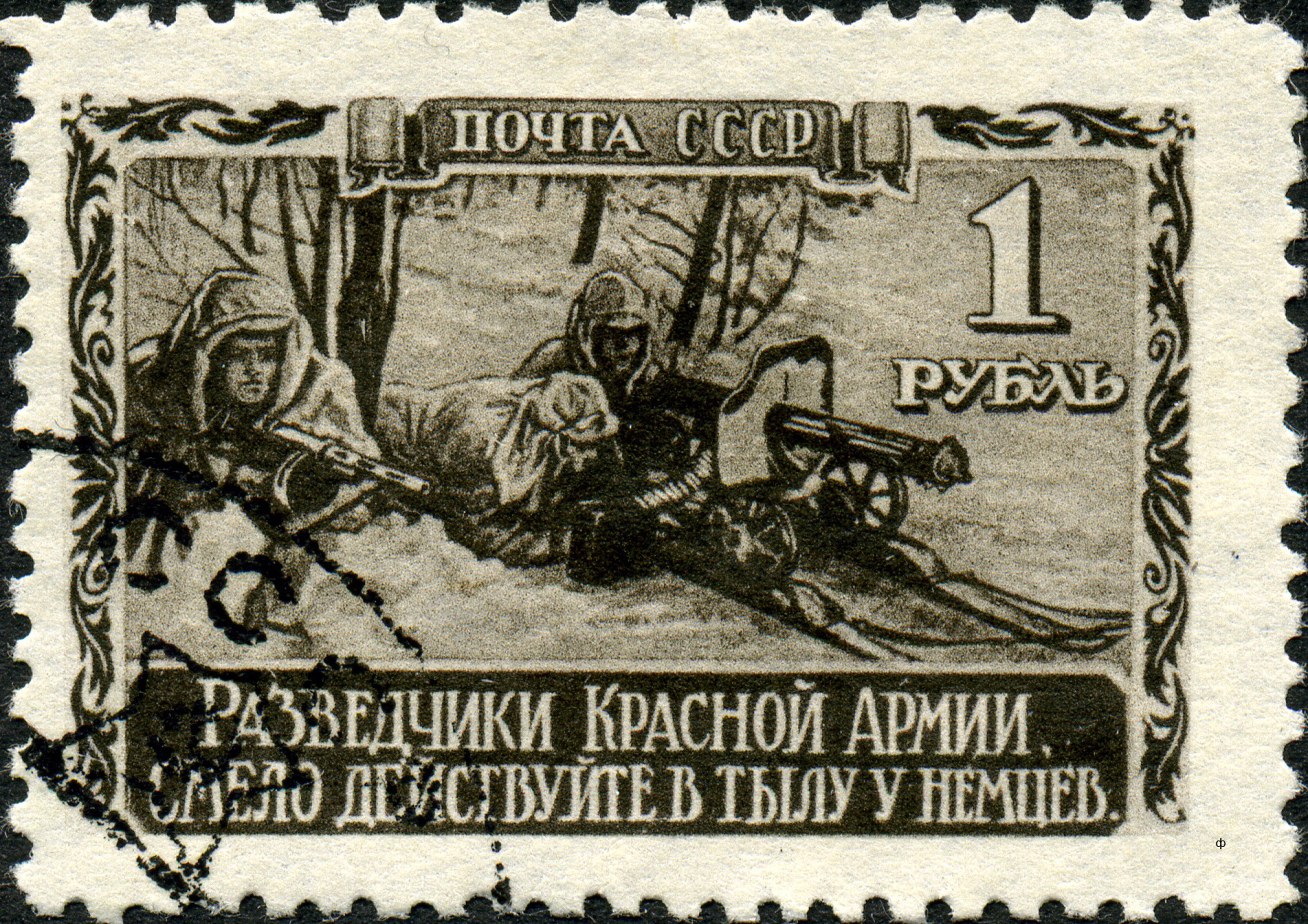
Марка Почты СССР, 1942 год.

- Военная разведка — комплекс мероприятий по получению и обработке данных о действующем или вероятном противнике, его военных ресурсах, боевых возможностях и уязвимости, а также о театре военных действий. Она делится на тактическую разведку, которая также включает инженерную разведку, и стратегическую разведку.
- Политическая разведка — деятельность, направленная на добывание сведений о внутренней и внешней политике иностранного государства.
- Экономическая разведка — вид внешней разведки, объектами которой являются промышленность, транспорт, торговля, финансовые и денежно-кредитные системы, природные ресурсы и т. п.
- Научно-техническая разведка — вид внешней разведки, объектом которой являются научно-технические учреждения и научно-технический потенциал иностранных государств.
- Внешняя контрразведка — вид внешней разведки, объектами которой являются разведывательные службы иностранных государств, добывание сведений об их деятельности.
- Добывание сведений о международных террористических организациях и подготавливаемых за рубежом государственных переворотах в своей стране.
- Добывание сведений о международной организованной преступности.
- Промышленный шпионаж.
- Деловая разведка.

### По используемым средствам
- войсковая разведка — ведётся разведывательными подразделениями во время боевых действий и противостояния войск в готовности перейти к боевым действиям. Используются наблюдательные посты, разведывательные дозоры, разведывательные отряды, разведывательные группы, группы для проведения поисков, засад, подразделения для проведения разведки боем; используется опрос местных жителей, допрос пленных и перебежчиков, изучение захваченных у противника документов, техники и вооружения; также используются технические средства разведки;
- агентурная разведка — включает действия разведывательных органов по добыванию необходимых сведений о противнике специальными средствами и способами через агентурный аппарат;
- воздушная разведка;
- космическая разведка;
- разведка техническими средствами, помимо перехватов сообщений военной связи;
- радиоэлектронная разведка — включает как перехват переговоров — радиоразведку, так и перехват систем связи между техническими системами и обнаружение источников радиоизлучения — радиотехническую разведку;
- кибершпионаж.

Также говорят о разведке на основе открытых источников. Она осуществляется не только специальными разведывательными службами, но и иными государственными и негосударственными организациями.

## Сбор разведывательной информации и разведывательный цикл
Разведывательный цикл включает:
- сбор разведывательной информации
- проверка полученной информации
- анализ разведывательной информации
- доведение выводов до заинтересованных инстанций.

В США принято выделять следующие элементы разведывательного цикла: указания о сборе информации, сам сбор информации, её обработка, распространение и использование.
Разведывательная деятельность включает сбор информации, оценку её достоверности и объединение отдельных фактов в общую картину. Аналитики оценивают и интегрируют информацию, интерпретируют её значение и значимость. При этом большое значение имеет оценка достоверности полученной информации. Например, во время Второй мировой войны британская разведка оценивала достоверность полученной информации системой букв и цифр от A1 до D5. Буквой обозначалась надёжность источника, цифрой — степень соответствия информации действительности. Так, например, если агент, который работает в госпитале, сообщает о количестве убитых и раненых, то он получает букву A, если же он рассказывает о повреждении какого-либо корабля, то он получает букву C. Фотоснимки воздушной разведки не всегда оценивались наивысшей оценкой, так как тут были возможны ошибки дешифровальщиков снимков. Эта информация могла иметь оценки A2, B1 и ниже. При этом информация, полученная благодаря перехваченным радиограммам, телеграммам или прослушиванию телефонных разговоров, часто оценивается наивысшей оценкой, однако противник может выдать информацию специально, зная, что его шифры известны или что его сообщения перехватываются.
Бывший сотрудник военной разведки США В. Плэтт в своей книге «Информационная работа стратегической разведки» пишет, что факт сам по себе ничего не стоит. Он должен быть вписан в систему. В. Плэтт приводит следующий пример: вот мы узнали, что СССР выпускает ежегодно 10 тысяч инженеров, но этот факт сам по себе ничего не стоит, так как неизвестно, сколько именно инженеров необходимо, сколько их используется в военном деле, сколько инженеров выпускает США. Когда же этот факт станет в систему других, подобных ему, только тогда он станет ответом на какой-то вопрос.
Элементы собираемой информации значительно разнятся по точности и полноте. Кроме того, как бы ни были достоверны разведывательные данные, они со временем теряют свою ценность, и поэтому их необходимо периодически перепроверять и обновлять.
Разведка сталкивается с большими трудностями при добывании информации даже в мирное время. Так, вызывавший доверие источник информации может ошибаться или преднамеренно сообщать дезинформацию. Диктаторские режимы редко допускают появление в открытой печати достоверных и полных статистических данных о своих странах, все публикуемые материалы в странах с такими режимами подвергаются цензуре и часто содержат преднамеренно искажённые сведения. Целые районы в таких странах бывают закрыты для посещения. Почти любой вопрос, относящийся к вооружённым силам, в недемократических странах считается государственной тайной.
В других странах основные трудности могут представлять языковой барьер и отсутствие надёжных карт.
Во время войны ещё более трудно своевременно получать достоверную информацию о противнике. Воздушная и наземная разведка во время боевых действий может быть затруднена из-за противодействия со стороны противника или сложных погодных условий. Недружественно настроенные местные жители могут дать недостоверную информацию или отказаться дать информацию. Для предотвращения радиоперехвата противник может использовать сложные коды или вообще запретить работу своих радиостанций на передачу (радиомолчание). Кроме того, противник может применять маскировку и дезинформацию.
Вследствие этого, особенно во время военных действий, сведения о противнике часто бывают скудными, отрывочными, ненадёжными и противоречивыми. Поэтому необходимо тщательное планирование разведывательных мероприятий и использование как можно большего числа независимых источников информации.

## Юридический статус разведчика
В соответствии с нормами международного гуманитарного права, любое лицо из состава вооружённых сил стороны, находящейся в конфликте, попадающее во власть противной стороны в то время, когда оно занимается шпионажем (в гражданской одежде или в униформе противника), не имеет права на статус военнопленного, и с ним могут обращаться как со шпионом, то есть его могут подвергнуть уголовному преследованию.
Однако если разведчик, который является военнослужащим вооружённых сил стороны, находящейся в конфликте, или членом народного ополчения или участником партизанского движения и собирает или пытается собирать информацию на территории, контролируемой противной стороной, носит соответствующую униформу или имеет иные видимые знаки отличия, то он признаётся комбатантом и в случае пленения имеет право на статус военнопленного.
Лицо из состава вооружённых сил стороны, находящейся в конфликте, которое не проживает на территории, оккупированной противной стороной, и которое занимается шпионажем на этой территории, не утрачивает своё право на статус военнопленного, и с ним не могут обращаться как со шпионом, за исключением тех случаев, когда оно захвачено до того, как оно вновь присоединилось к вооружённым силам, к которым оно принадлежит.
Соответственно, с точки зрения международного права, разведчиками могут считаться только фронтовые разведчики (члены разведывательно-диверсионных групп), носящие форменную одежду своих вооружённых сил. Все агентурные разведчики являются, по определению, шпионами и не имеют права на статус военнопленного.

## Разведывательные организации СССР и России
- ПГУ КГБ СССР
- ЦСР СССР
- СВР РФ
- ГРУ ГШ ВС РФ

## Разведывательные организации США
- Разведывательное сообщество США

### Военные
Принадлежность к военным определяется административным подчинением Министерству обороны:
- УНБ[2];
- РУМО[2];
- НУГР[2];
- НУВКР[2];
- органы разведки сухопутных войск[2];
- органы разведки ВВС[2];
- органы разведки ВМС[2];
- органы разведки морской пехоты[2].

### Невоенные
Невоенные члены разведывательного сообщества США представлены структурами:
- Аппарат ДНР[2]: Управление директора Национальной разведки;
- ЦРУ[2];
- Управление разведки и исследований Государственного департамента[2] или Бюро разведки и исследований Государственного департамента (The Bureau of Intelligence and Research (INR)[3]);
- ФБР Министерства юстиции[2];
- отдел разведки и безопасности Управления по борьбе с наркотиками[2];
- Управление анализа информации и защиты инфраструктуры Министерства внутренней безопасности (МВБ)[2];
- разведывательный отдел береговой охраны[2];
- отдел разведки и информационно-аналитической деятельности Министерства финансов[2];
- разведывательный отдел Министерства энергетики[2].
- Terrorist Threat Integration Center (TTIC) — Центр сбора информации о террористической угрозе, в декабре 2004 года его заменил Национальный контртеррористический центр — National Counterterrorism Center (NCTC)

## Разведывательные организации Великобритании
- SIS Секретная разведывательная служба (MI6);
- GCHQ Центр правительственной связи.

## Разведывательные организации Франции
- DGSE — общая разведка
- DRM — военная разведка

## Разведывательные организации Германии
- BND — Федеральная разведывательная служба

### Германская Демократическая Республика(ГДР)
- Министерство государственной безопасности ГДР (Штази)

### Третий рейх
- Абвер
- РСХА.

## Разведывательные организации Израиля
- Моссад
- Управление военной разведки Израиля

## Разведывательные организации Украины
- Служба внешней разведки Украины
- Главное управление разведки Министерства обороны Украины

## Системы
- Echelon — Система электронной слежки
- ГСС — условное название глобальной системы слежки

## Аппаратура и технологии
- Технология распознавания лиц FaceIt фирмы Visionic
- Технологии веб-мониторинга DCS1000 (более известной как Carnivore), в обязательном порядке применяется интернет-провайдерами США
- СОРМ-2